# الكويت في الألعاب الآسيوية 1982
شاركت الكويت في دورة الألعاب الآسيوية 1982 في نيودلهي، الهند في الفترة من 19 نوفمبر إلى 4 ديسمبر 1982. أنهت الكويت الألعاب برصيد 7 ميداليات إجمالية بما في ذلك ميدالية ذهبية واحدة فقط.